# Gaig violaci
El gaig violaci (Cyanocorax violaceus) és una espècie d'ocell de la família dels còrvids (Corvidae) que habita boscos de Veneçuela i l'Amazònia occidental.